# 愛限りなく
『愛限りなく』（あいかぎりなく）は宝塚歌劇団の舞台作品。
月組公演。併演作品は『情熱のバルセロナ』。

## 公演期間と公演場所
- 1982年10月1日 - 11月9日[2]　宝塚大劇場
- 1983年8月4日 - 8月29日[3]　東京宝塚劇場

## 概要
※『宝塚歌劇100年史（舞台編）』の153ページを参照
谷崎潤一郎の『春琴抄』を原作とする。
春琴と佐助の愛の世界を、琴の曲を洋楽化したメロディーに乗せて表現した舞踊ファンタジーの作品。

## 宝塚大劇場公演のデータ
形式名は「舞踊ファンタジー」。7景。副題は「谷崎潤一郎原作「春琴抄」より」。

### スタッフ（宝塚大劇場）
- 脚本・演出：内海重典
- 音楽：中元清純
- 音楽指揮：岡田良機
- 振付：花若春秋
- 装置：石浜日出雄、関谷敏昭
- 衣装：静間潮太郎、中川菊枝
- 照明：今井直次
- 音響：松永浩志
- 小道具：上田特市
- 効果：坂上勲
- 演出助手：中村暁、石田昌也
- 制作：山田謙二

## 主な配役（宝塚大劇場）
- 佐助：大地真央[2]
- 春琴：春風ひとみ[2]
- 利太郎：剣幸